# Barbula leucocalyx
Barbula leucocalyx là một loài rêu trong họ Pottiaceae. Loài này được (Mont.) Müll. Hal. mô tả khoa học đầu tiên năm 1849.